# Cousinia pectinatifolia
Cousinia pectinatifolia là một loài thực vật có hoa trong họ Cúc. Loài này được Parsa mô tả khoa học đầu tiên năm 1946.